# Marharyta Zacharovová
Marharyta Zacharovová (ukrajinsky: Маргарита Захарова; * 1995 Charkov) je ukrajinská reprezentantka ve sportovním lezení, vítězka poháru Ukrajiny v boulderingu.

## Závodní výsledky
| Mistrovství světa | Mistrovství světa | Mistrovství světa |
| Rok               | 2014              | 2016              |
| ----------------- | ----------------- | ----------------- |
| Rychlost          | 20                | —                 |
| Bouldering        | —                 | 51-52             |

| Světový pohár | Světový pohár | Světový pohár | Světový pohár | Světový pohár | Světový pohár |
| Rok           | 2014          | 2015          | 2016          | 2017          | 2018          |
| ------------- | ------------- | ------------- | ------------- | ------------- | ------------- |
| Rychlost      | x             | x             | —             | —             | x             |
| jednotlivě*   | x             | x             | —             | —             | x             |
|               |               |               |               |               |               |
| Bouldering    | —             | x             | x             | x             | x             |
| jednotlivě*   | —             | x             | x             | x             | x             |
|               |               |               |               |               |               |
| Kombinace     | —             |               |               |               |               |

* poznámka: nalevo jsou poslední závody v roce;
v roce 2017 se kombinace počítala i za jednu disciplínu
| Mistrovství Evropy | Mistrovství Evropy | Mistrovství Evropy | Mistrovství Evropy |
| Rok                | 2013               | 2015               | 2017               |
| ------------------ | ------------------ | ------------------ | ------------------ |
| Obtížnost          | —                  | —                  | 54                 |
| Rychlost           | 20                 | 23-24              | 18                 |
| Bouldering         | —                  | —                  | 45-49              |

| Akademické mistrovství Evropy | Akademické mistrovství Evropy |
| Rok                           | 2015                          |
| ----------------------------- | ----------------------------- |
| Obtížnost                     | 26                            |
| Rychlost                      | 11                            |
| Bouldering                    | 7                             |

| Evropský pohár juniorů | Evropský pohár juniorů | Evropský pohár juniorů | Evropský pohár juniorů |
| Rok                    | 2011 kat. A            | 2012 kat. A            | 2013 juniorky          |
| ---------------------- | ---------------------- | ---------------------- | ---------------------- |
| Obtížnost              | 0                      | —                      | —                      |
| jednotlivě*            | -,-,34,-,-             | —                      | —                      |
|                        |                        |                        |                        |
| Rychlost               | —                      | 16-17                  | 6-7                    |
| jednotlivě*            | —                      | -,7,-,-                | ,-,-                   |

* poznámka: nalevo jsou poslední závody v roce